# 델마 카펜터
셀마 카펜터(Thelma Carpenter, 영어 발음: /ˈθɛlmə/, 1922년 1월 15일 ~ 1997년 5월 14일)는 미국의 배우, 가수이다.
브루클린에서 태어났으며 맨해튼에서 사망하였다.

## 출연 작품

### 영화
- 마법사 (1978)
- 코튼 클럽 (1984)
- 뉴욕스토리 (1989)